# Escapism (canção)
"Escapism" é uma canção da cantora e compositora britânica Raye com participação da rapper americana 070 Shake. Foi lançado de forma independente em 12 de outubro de 2022, como o terceiro single de seu álbum de estreia, My 21st Century Blues (2023), como um lado A junto com "The Thrill Is Gone". Foi escrito por Raye, 070 Shake e Mike Sabath, com Sabath cuidando da produção da música. "Escapism" é uma música animada de R&B, electropop e hip-hop com letras que falam sobre escapar da realidade e lidar com coisas ruins.
"Escapism" é considerado a maior música de sucesso de Raye como artista solo até então. Ganhou atenção no TikTok em 2022, se tornou seu primeiro single número um no Reino Unido e foi certificado como platina pelo BPI. Também liderou as paradas na Irlanda e na Dinamarca e entrou no top dez das paradas musicais em mais de vinte países. Foi certificado como ouro, platina ou superior em mais de doze regiões diferentes. Tornou-se a primeira música de Raye e 070 Shake a entrar na Billboard Hot 100 dos EUA, chegando ao posição 22.
O videoclipe que acompanha a música, dirigido por Raye e Otis Dominique, mostra a cantora recorrendo a "festas, bebidas e drogas para escapar de suas emoções e anestesiar seus sentimentos" após terminar com o namorado, de acordo com a própria cantora. Ganhou o prêmio de "Melhor Canção de Tendência Social" no Global Awards, "Melhor Canção Contemporânea" no Ivor Novello Awards e foi indicada para "Melhor Faixa Independente" e "Melhor Vídeo Independente" no AIM Independent Music Awards. Também recebeu uma indicação de "Melhor Single Pop Britânico" no Popjustice £20 Music Award Show. Em 2024, ganhou o prêmio de "Canção do Ano" no Brit Awards 2024.

## Composição e letras
“Escapism” incorpora trip-hop em sua produção. Raye afirmou que ela "ama o quão rebelde" a canção é por desconsiderar "o padrão" da "estrutura da música pop", particularmente por ser "mais longo do que três minutos e vinte segundos", diferente de outras músicas.
A música retrata Raye em uma onda de mecanismos de enfrentamento prejudiciais após o término de um relacionamento, envolvendo-se em encontros casuais, drogas e álcool. Raye explicou que a música é sobre escapar da realidade e lidar com o coração partido. Em uma entrevista com Clash, Raye revelou que escreveu a música em uma cabana de madeira em Utah: "Eu e um amigo alugamos um carro e dirigimos até lá, no meio do inverno, pela neve e tudo! 'Escapism' é uma história sobre fugir de tudo o mais rápido que você puder. A letra é sobre simplesmente deixar todo mundo sozinho e sair por conta própria. Veio de uma época confusa, mas como humanos, nós apenas temos que continuar sobrevivendo!".

## Recepção crítica
Amit Vaidya, da Rolling Stone Índia, nomeou "Escapism" uma das Melhores Músicas Internacionais de 2022. Eles acrescentaram como a música mostra a "jornada de Raye para alcançar sua liberdade musical" e como "captura perfeitamente a angústia e a aura da cantora - uma metamorfa vocal que agora é a própria chefe e nós simplesmente amamos isso!".
"Escapism" ganhou o Prêmio Ivor Novello de Melhor Canção Contemporânea no The Ivors em Londres na em maio de 2023.

## Desempenho comercial
Depois de se tornar viral no TikTok, "Escapism" alcançou a posição 31 na parada de singles do Reino Unido em 25 de novembro de 2022, marcando a primeira entrada de 070 Shake na parada. O feito marcou o primeiro single solo da cantora nas paradas desde que Raye deixou a Polydor e se tornou uma artista independente em 2021. Na semana seguinte, a música subiu para a sexta posição, tornando-se o primeiro single de Raye como artista solo a chegar ao top dez no Reino Unido. Em 9 de dezembro, "Escapism" subiu para o número dois, tornando-se o single de maior sucesso de Raye até o momento, ultrapassando suas colaborações "You Don't Know Me" com Jax Jones (2016) e "Bed" com Joel Corry e David Guetta (2021). Após o período de Natal, "Escapism" ascendeu ao primeiro lugar na parada de singles do Reino Unido em janeiro de 2023, marcando o primeiro single de Raye e 070 Shake no topo das paradas de ambas.
Nos Estados Unidos, "Escapism" se tornou a primeira música de ambas as artistas a entrar na parada Billboard Hot 100, chegando a posição 22. No Canadá, a música se tornou o primeiro single de Raye a entrar nas paradas como artista principal de sua carreira na Canadian Hot 100, chegando ao número nove na parada em 21 de janeiro de 2023.

## Videoclipe
Um videoclipe para a música foi lançado em 9 de novembro de 2022, dirigido por Raye e Otis Dominique. Ela reflete a letra da música, com Raye recorrendo a "festas, bebidas e drogas para escapar de suas emoções e anestesiar seus sentimentos" após terminar um relacionamento. O vídeo faz uso de câmeras de ponto de vista. Em uma entrevista com Shots, Raye mencionou: "Nós trabalhamos muito duro para criar uma representação honesta de onde eu estava naquele momento da minha vida. Foi divertido e selvagem. Nós filmamos ao longo de alguns dias e usamos câmeras de ponto de vista durante uma noite selvagem em muitos clubes diferentes. Eu me esforcei para sair da minha zona de conforto e corri 150 metros com saltos de 5 polegadas. Nós realmente fomos lá!".

## Histórico de Lançamento
| País           | Data                   | Formato(s)                                         | Versão             | Gravadora(s)                 | Ref.   |
| -------------- | ---------------------- | -------------------------------------------------- | ------------------ | ---------------------------- | ------ |
| Vários         | 12 de outubro de 2022  | Digital download streaming                         | Original           | Human Re Sources             | [ 12 ] |
| Vários         | 25 de novembro de 2022 | Digital download streaming                         | Sped up            | Human Re Sources             | [ 13 ] |
| Vários         | 30 de novembro de 2022 | Digital download streaming                         | Live at Metropolis | Human Re Sources             | [ 14 ] |
| Vários         | 7 de dezembro de 2022  | Digital download streaming                         | Slowed down        | Human Re Sources             | [ 15 ] |
| Estados Unidos | 9 de fevereiro de 2023 | Contemporary hit radio rhythmic contemporary radio | Original           | Human Re Sources The Orchard | [ 16 ] |